# E. Wedel

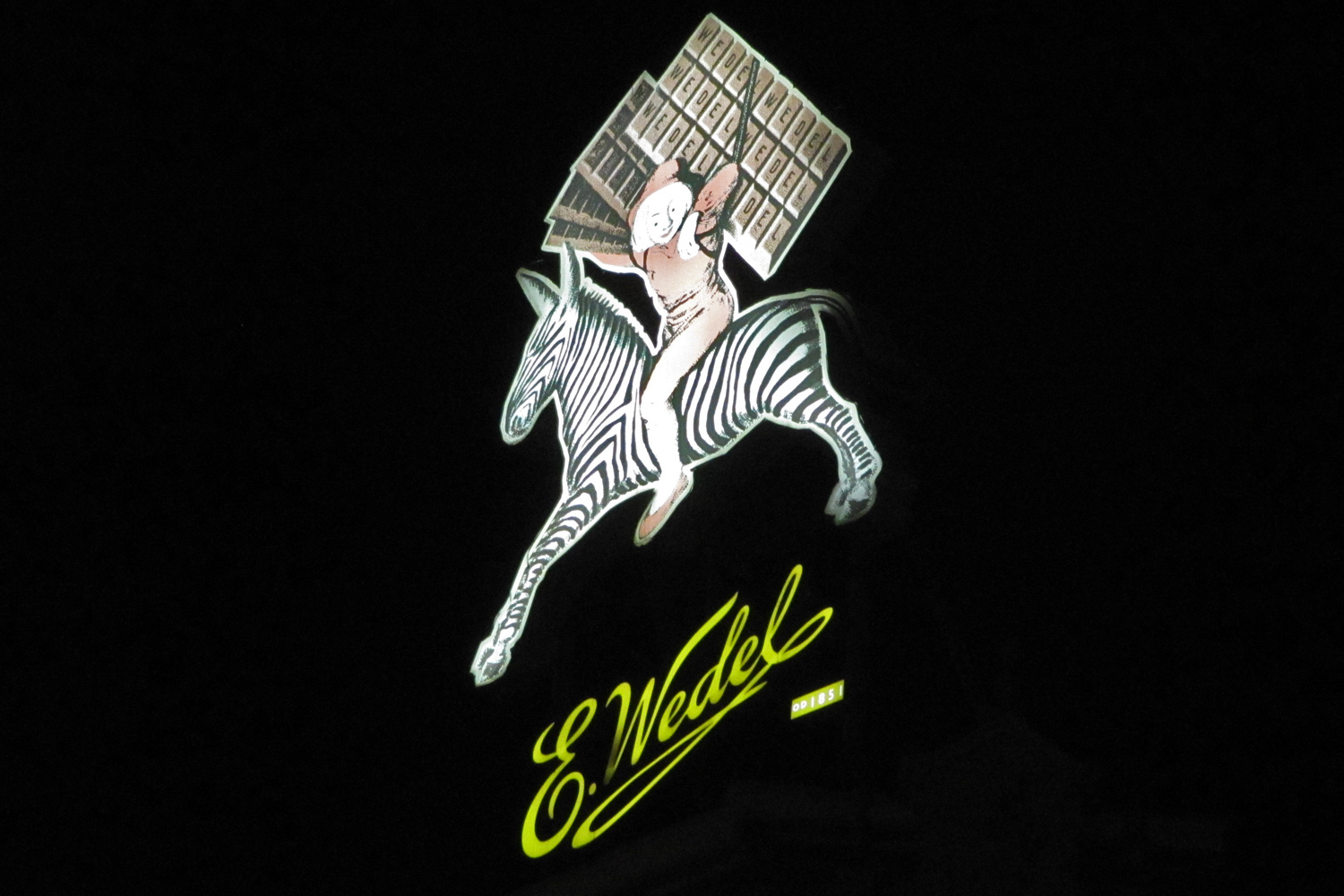
Wedel-Leuchtreklame auf dem Emil-Wedel-Haus, Warschau 2011

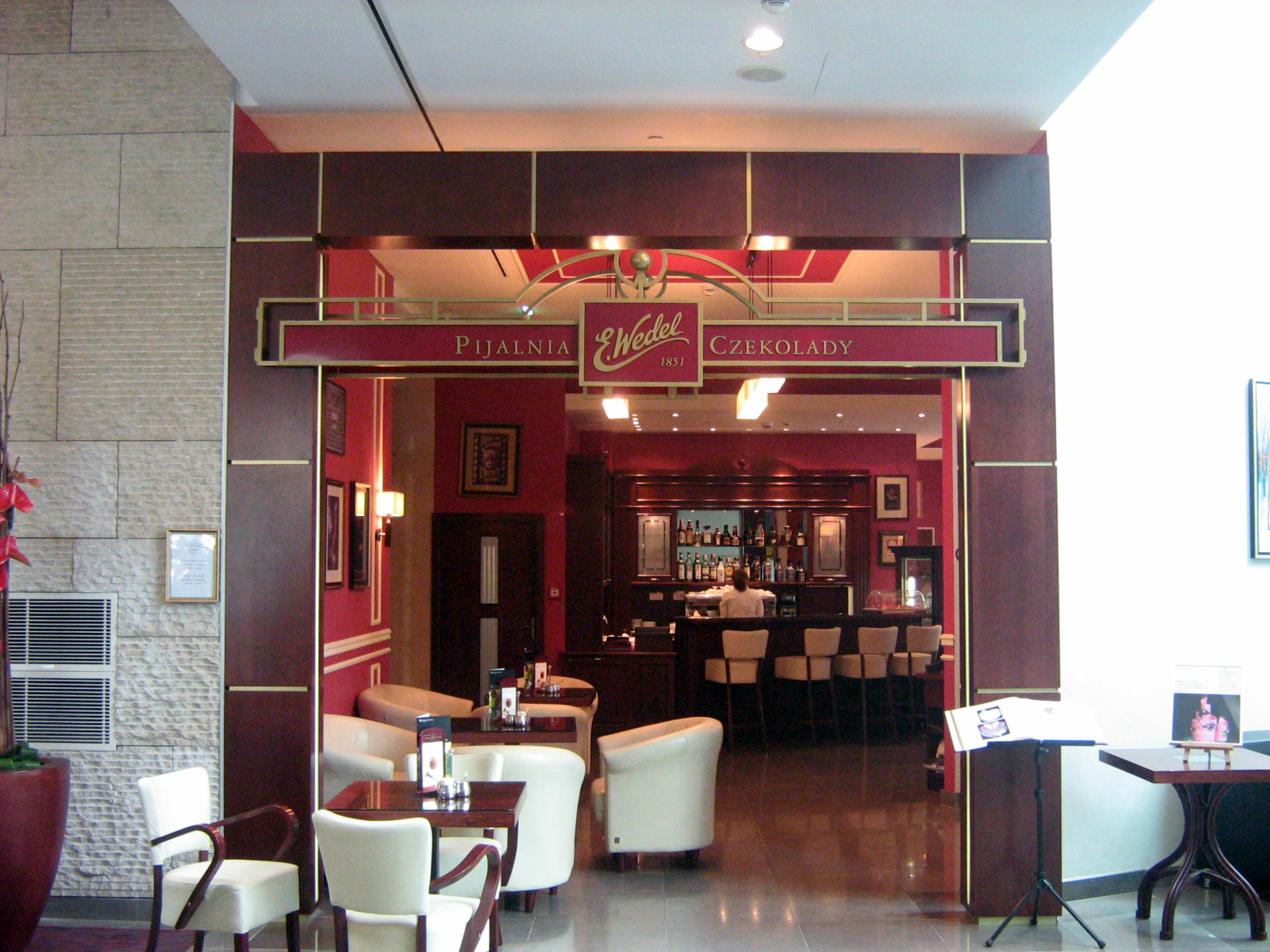
E. Wedel Schokolade-Trinkstube Warschau im InterContinental Warschau

E. Wedel ist ein traditioneller polnischer Schokoladenhersteller mit Sitz in Warschau.

## Geschichte
Das Unternehmen wurde 1851 unter dem Namen E. Wedel von Karl Wedel, einem aus Deutschland eingewanderten Unternehmer, in Warschau gegründet. Das Unternehmen entwickelte sich schnell zu einem der größten und beliebtesten Hersteller von Schokolade in Polen.
Der Name Wedel ist in Polen ein Synonym für hohe Qualität und eine traditionsreiche Geschichte im Bereich der Schokoladenherstellung und wird natürlich mit dem Firmengründer und seiner Familie in Verbindung gebracht.
Die Familie Wedel ist allerdings seit langem nicht mehr der Mehrheitseigner des Unternehmens. Unter der kommunistischen Regierung wurde das Unternehmen verstaatlicht und in „22 lipca“ (22. Juli)  umbenannt. 1989 wurde E. Wedel wieder privatisiert und im Jahr 1991 von der PepsiCo aufgekauft. Schließlich übernahm 1999 der britische Genusswarenhersteller Cadbury Schweppes das Unternehmen für etwa 76,5 Millionen US$ von Pepsi. Nachdem Kraft Foods Cadbury Schweppes übernommen hatte, musste Wedel auf Grund von Auflagen durch die EU-Kommission verkauft werden. Dies erfolgte im Juni 2010 an die koreanisch-japanische Lotte Group.

## Kennzahlen
Heute stellt E. Wedel neben diversen Schokoladenartikeln auch Gebäck und salzige Snacks her. Wedel beschäftigt etwa 1100 Mitarbeiter und betreibt eine Fabrik in Warschau. Im Jahr 1997 betrug der Nettogewinn des Unternehmens etwa 80 Millionen US$.